# Olympische Sommerspiele 2020/Rudern – Leichtgewichts-Doppelzweier (Frauen)
Der Leichtgewichts-Doppelzweier der Frauen bei den Olympischen Spielen 2020 in Tokio wurde vom 24. bis 29. Juli 2021 auf dem Sea Forest Waterway ausgetragen.

## Titelträger
| Olympiasiegerinnen | Ilse Paulis / Maaike Head   | Rio de Janeiro 2016 |
| Weltmeisterinnen   | Zoe McBride / Jackie Kiddle | Ottensheim 2019     |

## Vorläufe
Samstag, 24. Juli 2021

### Vorlauf 1
| Platz | Bahn | Nation             | Athletinnen                         | Zeit (min) | Qualifikation |
| ----- | ---- | ------------------ | ----------------------------------- | ---------- | ------------- |
| 1     | 2    | Frankreich         | Laura Tarantola, Claire Bové        | 7:03,47    | Halbfinale    |
| 2     | 1    | Italien            | Valentina Rodini, Federica Cesarini | 7:04,66    | Halbfinale    |
| 3     | 6    | Vereinigte Staaten | Molly Reckford, Michelle Sechser    | 7:05,30    | Hoffnungslauf |
| 4     | 3    | Schweiz            | Patricia Merz, Frédérique Rol       | 7:08,66    | Hoffnungslauf |
| 5     | 4    | Irland             | Aoife Casey, Margaret Cremen        | 7:17,67    | Hoffnungslauf |
| 6     | 5    | Indonesien         | Mutiara Putri, Melani Putri         | 7:52,57    | Hoffnungslauf |

### Vorlauf 2
| Platz | Bahn | Nation      | Athletinnen                          | Zeit (min) | Qualifikation |
| ----- | ---- | ----------- | ------------------------------------ | ---------- | ------------- |
| 1     | 4    | Niederlande | Marieke Keijser, Ilse Paulis         | 7:07,73    | Halbfinale    |
| 2     | 1    | Kanada      | Jill Moffatt, Jennifer Casson        | 7:11,30    | Halbfinale    |
| 3     | 6    | Japan       | Chiaki Tomita, Ayami Ōishi           | 7:22,47    | Hoffnungslauf |
| 4     | 5    | Vietnam     | Lường Thị Thảo, Đinh Thị Hảo         | 7:36,21    | Hoffnungslauf |
| 5     | 3    | Tunesien    | Nour El-Houda Ettaieb, Khadija Krimi | 7:39,61    | Hoffnungslauf |
| 6     | 2    | Guatemala   | Yulissa López, Jenniffer Zúñiga      | 7:53,35    | Hoffnungslauf |

### Vorlauf 3
| Platz | Bahn | Nation         | Athletinnen                                 | Zeit (min) | Qualifikation |
| ----- | ---- | -------------- | ------------------------------------------- | ---------- | ------------- |
| 1     | 1    | Rumänien       | Ionela-Livia Cozmiuc, Gianina-Elena Beleagă | 7:01,74    | Halbfinale    |
| 2     | 5    | Großbritannien | Emily Craig, Imogen Grant                   | 7:03,29    | Halbfinale    |
| 3     | 4    | ROC            | Anastassija Lebedewa, Marija Botalowa       | 7:07,67    | Hoffnungslauf |
| 4     | 3    | Belarus        | Ina Nikulina, Alena Furman                  | 7:10,15    | Hoffnungslauf |
| 5     | 2    | Österreich     | Valentina Cavallar, Louisa Altenhuber       | 7:26,22    | Hoffnungslauf |
| 6     | 6    | Argentinien    | Milka Kraljev, Evelyn Silvestro             | 7:29,27    | Hoffnungslauf |

## Hoffnungsläufe
Sonntag, 25. Juli 2021

### Hoffnungslauf 1
| Platz | Bahn | Nation             | Athletinnen                          | Zeit (min) | Qualifikation  |
| ----- | ---- | ------------------ | ------------------------------------ | ---------- | -------------- |
| 1     | 4    | Vereinigte Staaten | Molly Reckford, Michelle Sechser     | 7:21,25    | Halbfinale A/B |
| 2     | 2    | Belarus            | Ina Nikulina, Alena Furman           | 7:26,99    | Halbfinale A/B |
| 3     | 3    | Japan              | Chiaki Tomita, Ayami Ōishi           | 7:34,45    | Halbfinale A/B |
| 4     | 1    | Argentinien        | Milka Kraljev, Evelyn Silvestro      | 7:39,53    | Finale C       |
| 5     | 5    | Tunesien           | Nour El-Houda Ettaieb, Khadija Krimi | 7:54,95    | Finale C       |
| 6     | 6    | Indonesien         | Mutiara Putri, Melani Putri          | 8:03,19    | Finale C       |

### Hoffnungslauf 2
| Platz | Bahn | Nation     | Athletinnen                           | Zeit (min) | Qualifikation  |
| ----- | ---- | ---------- | ------------------------------------- | ---------- | -------------- |
| 1     | 4    | Schweiz    | Patricia Merz, Frédérique Rol         | 7:22,02    | Halbfinale A/B |
| 2     | 3    | ROC        | Anastassija Lebedewa, Marija Botalowa | 7:22,72    | Halbfinale A/B |
| 3     | 5    | Irland     | Aoife Casey, Margaret Cremen          | 7:23,46    | Halbfinale A/B |
| 4     | 1    | Österreich | Valentina Cavallar, Louisa Altenhuber | 7:42,31    | Finale C       |
| 5     | 2    | Vietnam    | Lường Thị Thảo, Đinh Thị Hảo          | 7:53,69    | Finale C       |
| 6     | 6    | Guatemala  | Yulissa López, Jenniffer Zúñiga       | 8:13,27    | Finale C       |

## Halbfinale
Mittwoch, 28. Juli 2021

### Halbfinale A/B 1
| Platz | Bahn | Nation         | Athletinnen                   | Zeit (min) | Qualifikation |
| ----- | ---- | -------------- | ----------------------------- | ---------- | ------------- |
| 1     | 5    | Großbritannien | Emily Craig, Imogen Grant     | 6:41,99    | Finale A      |
| 2     | 3    | Frankreich     | Laura Tarantola, Claire Bové  | 6:42,92    | Finale A      |
| 3     | 4    | Niederlande    | Marieke Keijser, Ilse Paulis  | 6:43,85    | Finale A      |
| 4     | 2    | Schweiz        | Patricia Merz, Frédérique Rol | 6:48,92    | Finale B      |
| 5     | 1    | Irland         | Aoife Casey, Margaret Cremen  | 6:49,24    | Finale B      |
| 6     | 6    | Belarus        | Ina Nikulina, Alena Furman    | 6:54,78    | Finale B      |

### Halbfinale A/B 2
| Platz | Bahn | Nation             | Athletinnen                                 | Zeit (min) | Qualifikation |
| ----- | ---- | ------------------ | ------------------------------------------- | ---------- | ------------- |
| 1     | 4    | Italien            | Valentina Rodini, Federica Cesarini         | 6:41,36    | Finale A      |
| 2     | 5    | Vereinigte Staaten | Molly Reckford, Michelle Sechser            | 6:41,54    | Finale A      |
| 3     | 3    | Rumänien           | Ionela-Livia Cozmiuc, Gianina-Elena Beleagă | 6:42,08    | Finale A      |
| 4     | 1    | ROC                | Anastassija Lebedewa, Marija Botalowa       | 6:45,23    | Finale B      |
| 5     | 6    | Japan              | Chiaki Tomita, Ayami Ōishi                  | 6:56,52    | Finale B      |
| 6     | 2    | Kanada             | Jill Moffatt, Jennifer Casson               | 7:00,82    | Finale B      |

## Finale

### A-Finale
Freitag, 29. Juli 2021, 3:10 Uhr MESZ

Anmerkung: zur Ermittlung der Plätze 1 bis 6
| Platz | Bahn | Nation             | Athletinnen                                 | Zeit (min) |
| ----- | ---- | ------------------ | ------------------------------------------- | ---------- |
| 1     | 4    | Italien            | Valentina Rodini, Federica Cesarini         | 6:47,54    |
| 2     | 2    | Frankreich         | Laura Tarantola, Claire Bové                | 6:47,68    |
| 3     | 1    | Niederlande        | Marieke Keijser, Ilse Paulis                | 6:48,03    |
| 4     | 3    | Großbritannien     | Emily Craig, Imogen Grant                   | 6:48,04    |
| 5     | 5    | Vereinigte Staaten | Molly Reckford, Michelle Sechser            | 6:48,54    |
| 6     | 6    | Rumänien           | Ionela-Livia Cozmiuc, Gianina-Elena Beleagă | 6:49,40    |

### B-Finale
Freitag, 29. Juli 2021, 2:00 Uhr MESZ

Anmerkung: zur Ermittlung der Plätze 7 bis 12
| Platz | Bahn | Nation  | Athletinnen                           | Zeit (min) |
| ----- | ---- | ------- | ------------------------------------- | ---------- |
| 07    | 3    | Schweiz | Patricia Merz, Frédérique Rol         | 6:49,16    |
| 08    | 5    | Irland  | Aoife Casey, Margaret Cremen          | 6:49,90    |
| 09    | 4    | ROC     | Anastassija Lebedewa, Marija Botalowa | 6:51,65    |
| 10    | 2    | Japan   | Chiaki Tomita, Ayami Ōishi            | 6:54,94    |
| 11    | 6    | Belarus | Ina Nikulina, Alena Furman            | 6:57,84    |
| 12    | 1    | Kanada  | Jill Moffatt, Jennifer Casson         | 6:59,72    |

### C-Finale
Freitag, 29. Juli 2021, 4:30 Uhr MESZ

Anmerkung: zur Ermittlung der Plätze 13 bis 18
| Platz | Bahn | Nation      | Athletinnen                           | Zeit (min) |
| ----- | ---- | ----------- | ------------------------------------- | ---------- |
| 13    | 3    | Argentinien | Milka Kraljev, Evelyn Silvestro       | 7:05,82    |
| 14    | 4    | Österreich  | Valentina Cavallar, Louisa Altenhuber | 7:15,25    |
| 15    | 2    | Vietnam     | Lường Thị Thảo, Đinh Thị Hảo          | 7:19,05    |
| 16    | 5    | Tunesien    | Nour El-Houda Ettaieb, Khadija Krimi  | 7:22,25    |
| 17    | 1    | Indonesien  | Mutiara Putri, Melani Putri           | 7:25.06    |
| 18    | 6    | Guatemala   | Yulissa López, Jenniffer Zúñiga       | 7:27,51    |